# Орвішник
Орвішник (словац. Orvišník) — річка в Словаччині, права притока Орави, протікає в окрузі Дольни Кубін .
Довжина приблизно 7.6-7.8 км. Витік знаходиться в масиві Оравська Магура (геоморфологічна підодиниця Кубінська-Голя; схил гори Ключа) — на висоті близько 890=900 метрів. Протікає територією села Велічна.
Впадає в Ораву на висоті приблизно 455-460 метрів.